# .gt

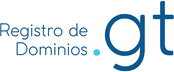
Logo domény .gt

.gt je internetová národní doména nejvyššího řádu pro Guatemalu.